# Калмаська сільська рада
Ка́лмаська сільська рада (ест. Kalma külanõukogu, рос. Калмаский сельский совет) — сільська рада в Естонській РСР, адміністративно-територіальна одиниця в складі повіту Тартумаа (1945—1950) та Муствееського району (1950—1954).

## Населені пункти
Сільській раді підпорядковувалися села: Тамміспяе (Tammispää), Нінасі (Ninasi), Калма (Kalma), Ранна-Пійлсі (Ranna-Piilsi), Вілузі (Vilusi), Тійрікоя (Tiirikoja).

## Історія
13 вересня 1945 року на території волості Логусуу в Тартуському повіті утворена Калмаська сільська рада з центром у селі Калма.
26 вересня 1950 року, після скасування в Естонській РСР повітового та волосного поділу, сільська рада ввійшла до складу новоутвореного Муствееського сільського району.
17 червня 1954 року в процесі укрупнення сільських рад Естонської РСР Калмаська сільська рада ліквідована. Її територія склала південну частину Логусууської сільської ради.